# Miles Mercury
El Miles M.28 Mercury fue un avión británico diseñado para cubrir la necesidad de un avión de entrenamiento y comunicaciones durante la Segunda Guerra Mundial. Era un monoplano monomotor de construcción en madera con cola doble y tren de aterrizaje de rueda de cola con unidades principales retráctiles.

## Desarrollo
Originalmente, el M.28 había sido planeado como reemplazo de los Whitney Straight y Monarch, pero esto quedó en suspenso cuando estalló la guerra.
En 1941, el proyecto fue revisado en respuesta a un requerimiento por un avión de entrenamiento y comunicaciones. El diseño fue producido como negocio privado por Ray Bournon, usando la construcción normalizada en madera de Miles. La máquina resultante introducía varias características no habituales en los entrenadores: tren de aterrizaje retráctil y flaps de borde de fuga, entre otras. En el papel de comunicaciones, el M.28 poseía cuatro asientos y un alcance de 800 km.
El prototipo voló por primera vez el 11 de julio de 1941 y demostró ser fácil de volar, con controles ligeros y una corta distancia de aterrizaje. Sin embargo, debido al gran compromiso de Miles con la producción bélica, sólo se construyeron seis aviones, de especificaciones ligeramente variables, siendo el último el Mercury 6, que voló por primera vez a principios de 1946. Se operaron ejemplares del modelo en el Reino Unido, Dinamarca, Alemania, Suiza y Australia.

## Variantes
M.28 Mark I
Primer prototipo: entrenador biplaza, propulsado por un motor De Havilland Gipsy Major I de 97 kW (130 hp).
M.28 Mark II
Entrenador triplaza (con controles dobles), propulsado por un De Havilland Gipsy Major IIA de 100 kW (140 hp). Un ejemplar construido en 1942. Remotorizado con un Blackburn Cirrus Major II y luego con un Cirrus Major III de 110 kW (150 hp) en la posguerra.
M.28 Mark III
Entrenador triplaza con controles triples para dos estudiantes y un instructor, propulsado por un Cirrus Major III de 150 hp y sección alar revisada. Uno construido (PW937).
M.28 Mark IV
Avión de comunicaciones de cuatro plazas propulsado por un Gipsy Major IIA de 108 kW (145 hp). Uno construido en 1944.
M.28 Mark V
Cuatro plazas de posguerra propulsado por un Cirrus Major III. Ventanas traseras cuadradas. Uno construido en 1947.
M.28 Mark VI
Cuatro plazas de posguerra propulsado por un Cirrus Major III. Ventanas traseras redondas. Uno construido en 1946.

## Especificaciones (M.28)
Referencia datos: Miles Aircraft since 1925

### Características generales
- Tripulación: Uno (piloto)
- Capacidad: Dos o tres pasajeros
- Longitud: 7,3 m (24 ft)
- Envergadura: 9,4 m (30,7 ft)
- Altura: 2,5 m (8,3 ft)
- Superficie alar: 15,1 m² (162,5 ft²)
- Perfil alar: raíz: NACA 23018; punta: NACA 2412
- Peso vacío: 752 kg (1657,4 lb)
- Peso cargado: 1134 kg (2499,3 lb)
- Planta motriz: 1× motor lineal invertido de cuatro cilindros refrigerado por aire Blackburn Cirrus Major III.
  - Potencia: 110 kW (152 HP; 150 CV)
- Hélices: Bipala de paso fijo
- Alargamiento: 5,8
- Capacidad de combustible: 110 L

### Rendimiento
- Velocidad máxima operativa (Vno): 256 km/h (159 MPH; 138 kt)
- Velocidad crucero (Vc): 245 km/h (152 MPH; 132 kt)
- Velocidad de entrada en pérdida (Vs): 74 km/h (46 MPH; 40 kt)
- Alcance: 657 km (355 nmi; 408 mi) (2 h 45 min)
- Régimen de ascenso: 4,3 m/s (846 ft/min)
- Tiempo a altitud: 14 min para 3048 m (10 000 pies)
- Carrera de despegue para 15 m (50 pies): 410 m
- Distancia de aterrizaje desde 15 m (50 pies): 287 m

## Aeronaves relacionadas

### Aeronaves similares
- Bücker Bü 181
- Nord NC.850
- Percival Proctor

### Secuencias de designación
- Secuencia M._ (interna de Miles): ← M.25 - M.26 - M.27 - M.28 - M.30 - M.33 - M.35 →